# Torrebelvicino
Torrebelvicino é uma comuna italiana da região do Vêneto, província de Vicenza, com cerca de 5.474 habitantes. Estende-se por uma área de 21 km², tendo uma densidade populacional de 261 hab/km². Faz fronteira com Recoaro Terme, Schio, Valdagno, Valli del Pasubio.

## Demografia
| Variação demográfica do município entre 1861 e 2011                               |
|                                                                                   |
| Fonte: Istituto Nazionale di Statistica (ISTAT) - Elaboração gráfica da Wikipedia |